# Operazione valanga (1918)
L'Operazione valanga (in tedesco Unternehmen Lawine), chiamata anche Offensiva del Tonale (Tonale-Offensive) fu un'operazione militare dell'Austria-Ungheria avvenuta il 13 giugno 1918, compiuta per tentare di influenzare il corso della Prima guerra mondiale a suo favore.
L'attacco principale era previsto per il 13 giugno 1918 attraverso il passo del Tonale da una parte in direzione di Edolo (scendendo per il fiume Oglio a sud) e dall'altra in direzione di Bormio (a nord). Si trattava di un'azione di soccorso per la seconda battaglia del Piave (meglio nota come battaglia del Solstizio) iniziata pochi giorni dopo in Veneto.

## Svolgimento

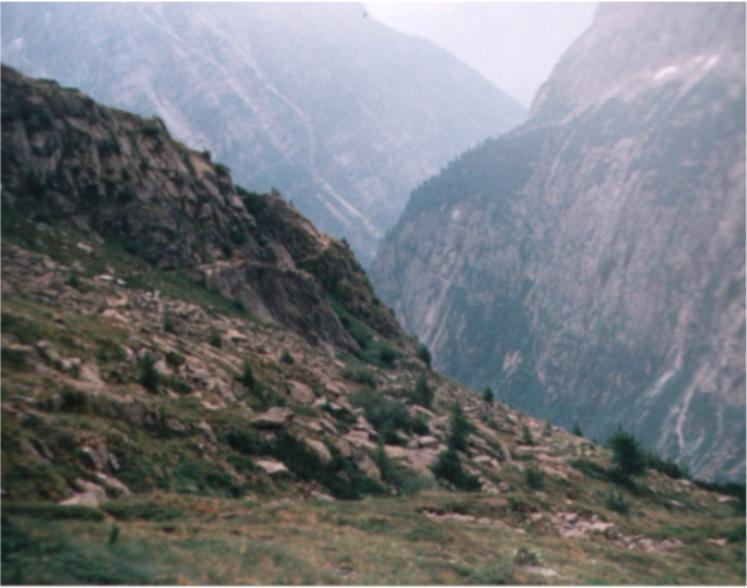
Percorso di avvicinamento della Brigata Ellison da Carisolo attraverso la Val di Genova

Le unità delle forze armate dell'Imperiale e regio esercito schierate per l'operazione Valanga appartenevano alla 10ª armata e consisteva della 1ª divisione delle truppe di fanteria sulla fascia sinistra (dopo Edolo) e la 22ª divisione fucilieri (fino al 1917 chiamata 22ª divisione di fanteria) della Milizia imperiale regia di difesa nazionale austriaca sull'ala destra (verso Bormio). Il comandante della compagnia era il tenente feldmaresciallo Metzger.. Tuttavia, il comando italiano aveva già intuito le intenzioni degli austriaci e con forze della 5ª divisione di fanteria del Regio esercito italiano aveva già conquistato la Cima di Presena e la cresta del Monticello, che permettevano agli italiani la visuale sulla Val di Sole e sull'area di schieramento austriaco. Già il 12 giugno la 163ª Brigata guidata dal colonnello Ellison avrebbe dovuto assicurarsi il fianco sinistro e, a sud del Tonale, riconquistare il Monticello (2837 m), il Castellaccio (3020 m) e la Cima di Presena (3082 m). La 1ª e la 2ª brigata di fanteria austro-ungarica avrebbero dovuto attaccare in successione scaglionata sul passo del Tonale, largo circa 2 km. A nord del passo, le compagnie d'alta montagna n. 21 e n. 30, comandate dal capitano Kristof, furono incaricate di occupare le creste a sud verso il Tonale dalla Punta di Albiolo (2 970 m). Il gruppo del tenente colonnello Taxis doveva assicurare la Valle di Viso dal Montozzoscharte (Forcellina di Montozzo 2 613 m), se possibile avanzare attraverso l'adiacente Valle di Pezzo fino a Ponte di Legno e incontrare le truppe attaccanti.

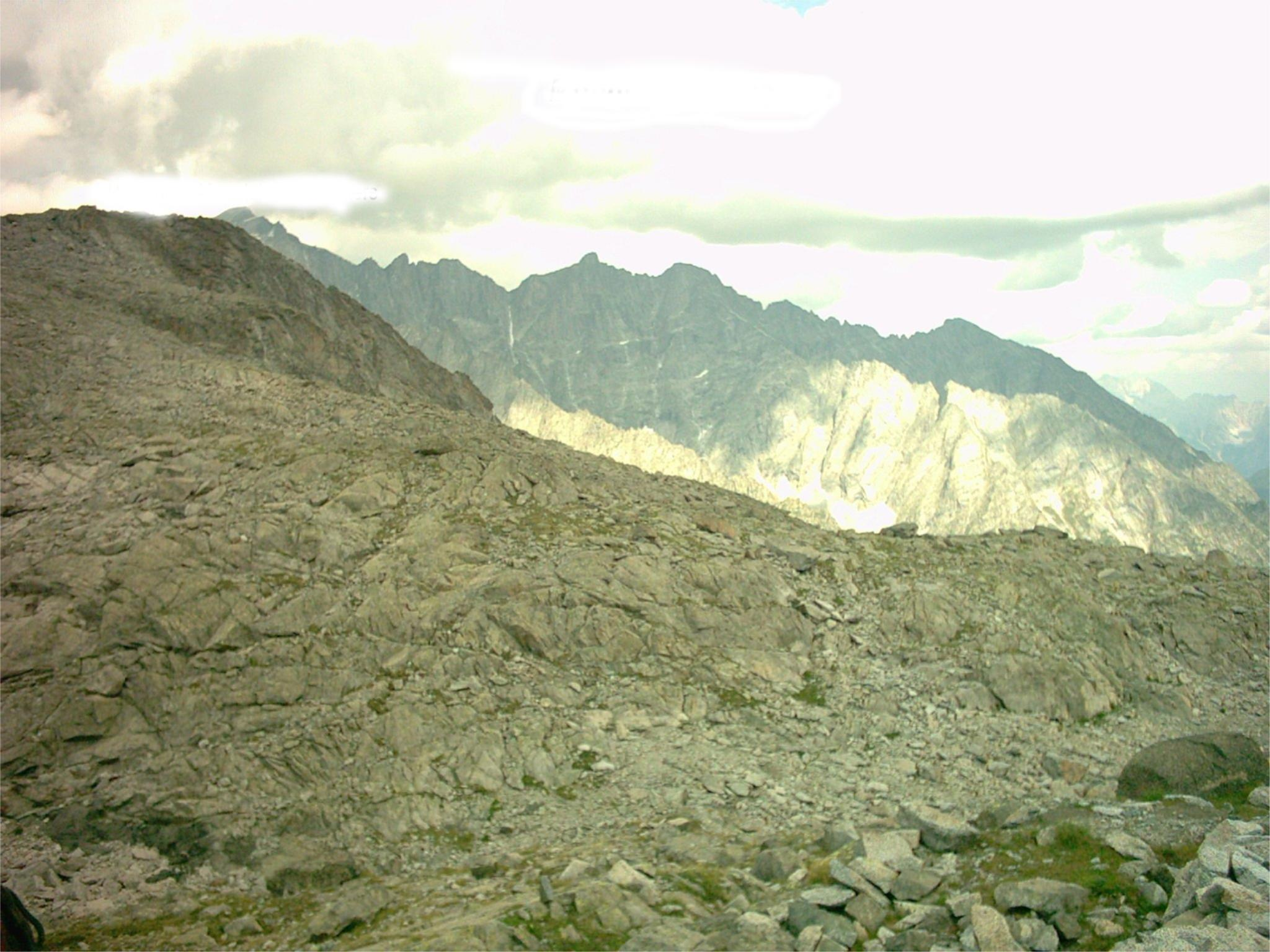
Il terreno d'attacco di Ellison dalla Val di Genova contro la Cima di Presena (a sinistra). Sullo sfondo la Cima Presanella (3558 m).

Nel frattempo, però, il comando italiano aveva fatto affluire nuove forze per garantire ed estendere le conquiste di maggio. L'attacco iniziale della Brigata Ellison era crollato all'istante a causa del maltempo, del pericolo di valanghe e degli uomini non più in grado di compiere simili imprese. Di conseguenza, il comando della 1ª Divisione di fanteria voleva solo cercare di forzare uno sfondamento in cima al passo. A questo scopo, la 2ª Brigata a sud e la 1ª Brigata a nord furono schierate fianco a fianco.

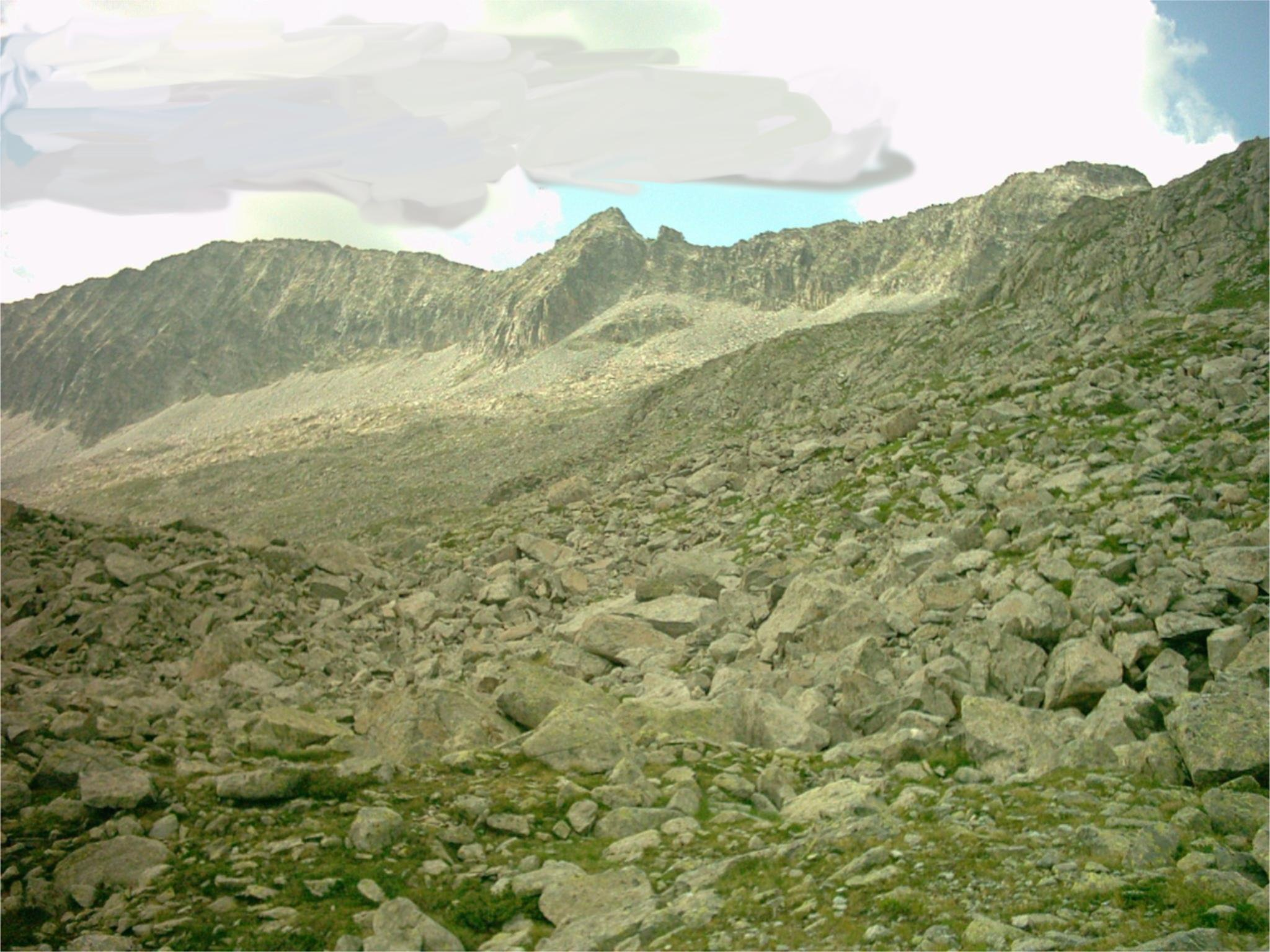
La Cresta del Monticello con il Monticello di Mezzo (visto da est), conquistata dal tenente Peter Scheider del 17° HgbKp

Gli italiani, ben trincerati, inflissero pesanti perdite agli attaccanti con un massiccio fuoco di artiglieria e fucileria. Solo il Reggimento di fanteria ungherese "Ritter von Frank" n. 61 di Temesvár, Crkvice e Debrezin della 1ª Brigata riuscì ad irrompere nelle posizioni italiane, mentre il gemello Reggimento Fanteria Ungherese "Freiherr von Klobucar" n. 5 di Eperies, Rogatica (Bosnia), Szatmárnémeti e Kisszeben cadde già davanti alla prima barricata di filo spinato. Solo la Brigata Ellison fece modesti progressi, in quanto solo la Compagnia di Alta Montagna n. 17 guidata dal tenente Peter Scheider del III Reggimento Kaiserschützen, registrò un notevole successo quando riuscì a conquistare e anche a tenere la cresta di Monticello con un colpo di mano. Per questo, il tenente Scheider ricevette la più alta onorificenza militare della monarchia imperiale e reale, la Croce di Cavaliere dell'ordine militare di Maria Teresa.
Nonostante fosse evidente la situazione disperata, il feldmaresciallo Metzger avrebbe voluto sferrare un nuovo attacco con la 22ª Divisione di fucilieri il giorno successivo. Tuttavia, l'AOK 10 non fu d'accordo e vietò ogni ulteriore attacco. L'operazione Valanga era quindi già fallita il primo giorno. Nessuna conclusione è stata tratta per l'offensiva del Piave, iniziata due giorni dopo e alla fine altrettanto fallimentare.

## Ricordo
Nel 2019 venne ritrovata una fossa comune contenente le salme di 94 soldati austro-ungarici.
Nel 2022 grazie alle testimonianze di un diario appartenuto ad un tenente italiano della prima guerra mondiale, si rinvennero 12 corpi in una buca di mortaio al di sotto di Cima Tonale.

## Fonti
- Archivio di Stato austriaco/Archivio di guerra Vienna